# أنتوني أ. ميتشيل
أنتوني أ. ميتشيل (بالإنجليزية: Anthony A. Mitchell)‏ هو قائد فرقة ‏ وملحن وضابط وعازف جاز أمريكي، ولد في 26 أغسطس 1918 في كليرفيلد في الولايات المتحدة، وتوفي في 20 يناير 2009.